# U1 (Berlins tunnelbana)
| Urban head station |

| Unknown BSicon "uABZg+l" |

| Urban stop on track |

| Urban station on track |

| Urban station on track |

| Urban stop on track |

| Urban stop on track |

| Urban station on track |

| Urban station on track |

| Unknown BSicon "utSTRa" |

| Urban tunnel stop on track |

| Unknown BSicon "utABZg+l" |

| Urban tunnel station on track |

| Unknown BSicon "utABZg+l" |

| Urban tunnel station on track |

| Unknown BSicon "utABZgr" |

| Unknown BSicon "utABZgl" |

| Urban tunnel station on track |

| Urban tunnel station on track |

| Urban tunnel track end end |

| Urban head station |

| Unknown BSicon "uABZg+l" |

| Urban stop on track |

| Urban station on track |

| Urban station on track |

| Urban stop on track |

| Urban stop on track |

| Urban station on track |

| Urban station on track |

| Unknown BSicon "utSTRa" |

| Urban tunnel stop on track |

| Unknown BSicon "utABZg+l" |

| Urban tunnel station on track |

| Unknown BSicon "utABZg+l" |

| Urban tunnel station on track |

| Unknown BSicon "utABZgr" |

| Unknown BSicon "utABZgl" |

| Urban tunnel station on track |

| Urban tunnel station on track |

| Urban tunnel track end end |

Linje U1 i Berlins tunnelbana har 13 stationer och är 8,8 kilometer lång. Den går från Uhlandstrasse till Warschauer Strasse. Den går till stora delar över markytan, bland annat över Landwehrkanal.
I likhet med linje U2 förändrades sträckan av Berlins delning. Sträckan kortades till att sluta vid Schlesisches Tor. När Berlin åter blev en stad inleddes en nysatsning på linjen och bland annat Oberbaumbrücke sanerades. 1995 började U1 gå till Warschauer Strasse.
Linjen går till stora delar utomhus på viadukter med utomhusstationer i centrala staden, bland annat i Kreuzberg. I stadsdelen Schöneberg går linjen i en tunnel som avslutas under Kurfürstendamm och Uhlandstrasse. U1 delar spåren med U3 mellan Nollendorfplatz och Warschauer Strasse (i motsatt riktning mellan Warschauer Strasse och Wittenbergplatz).

## Framtid
Det finns långt framskridna planer på att förlänga linjen dels genom att flytta nuvarande station Warschauer Strasse så den skulle ligga ovanför S-bahnstationen men även att linjen ska föras vidare till Frankfurter Tor och linje U5. I väster vill man förlänga linjen under Kurfürstendamm till Adenauerplatz station och linje U7.

### Bilder

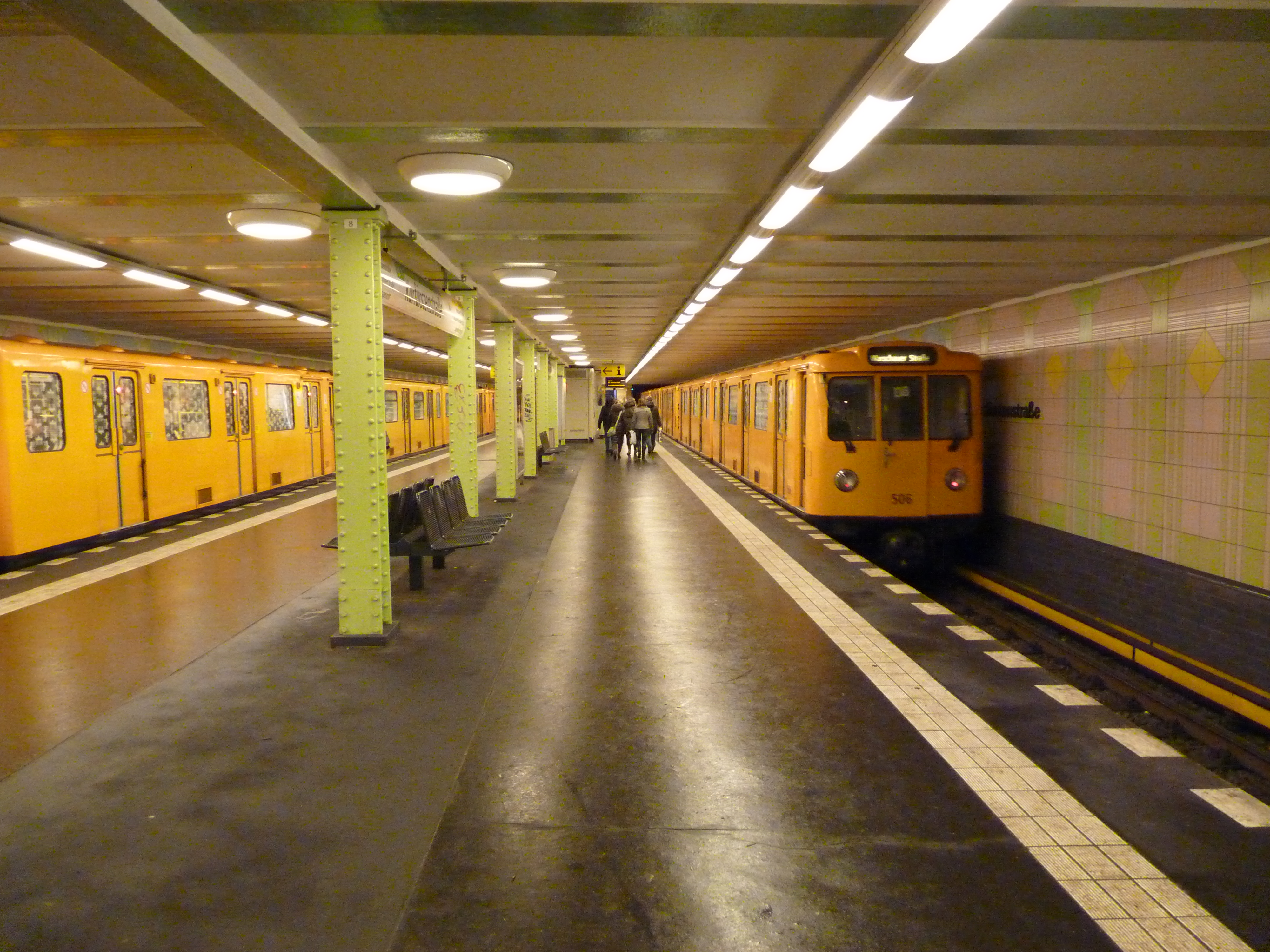
Kurfürstenstrasse
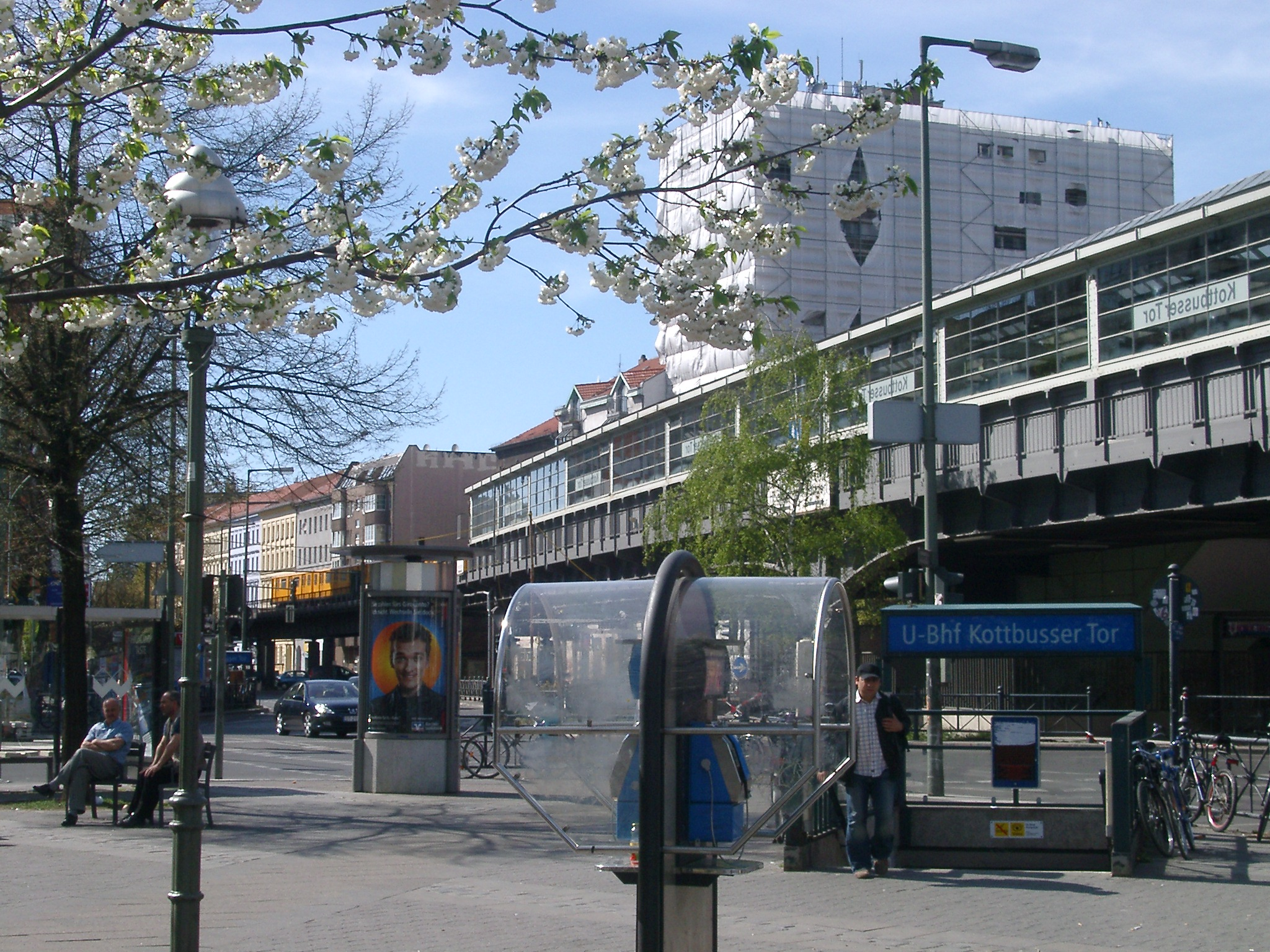
Kottbusser Tor
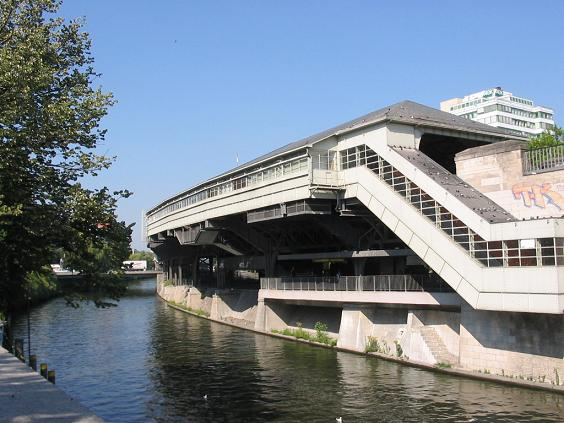
Hallesches Tor
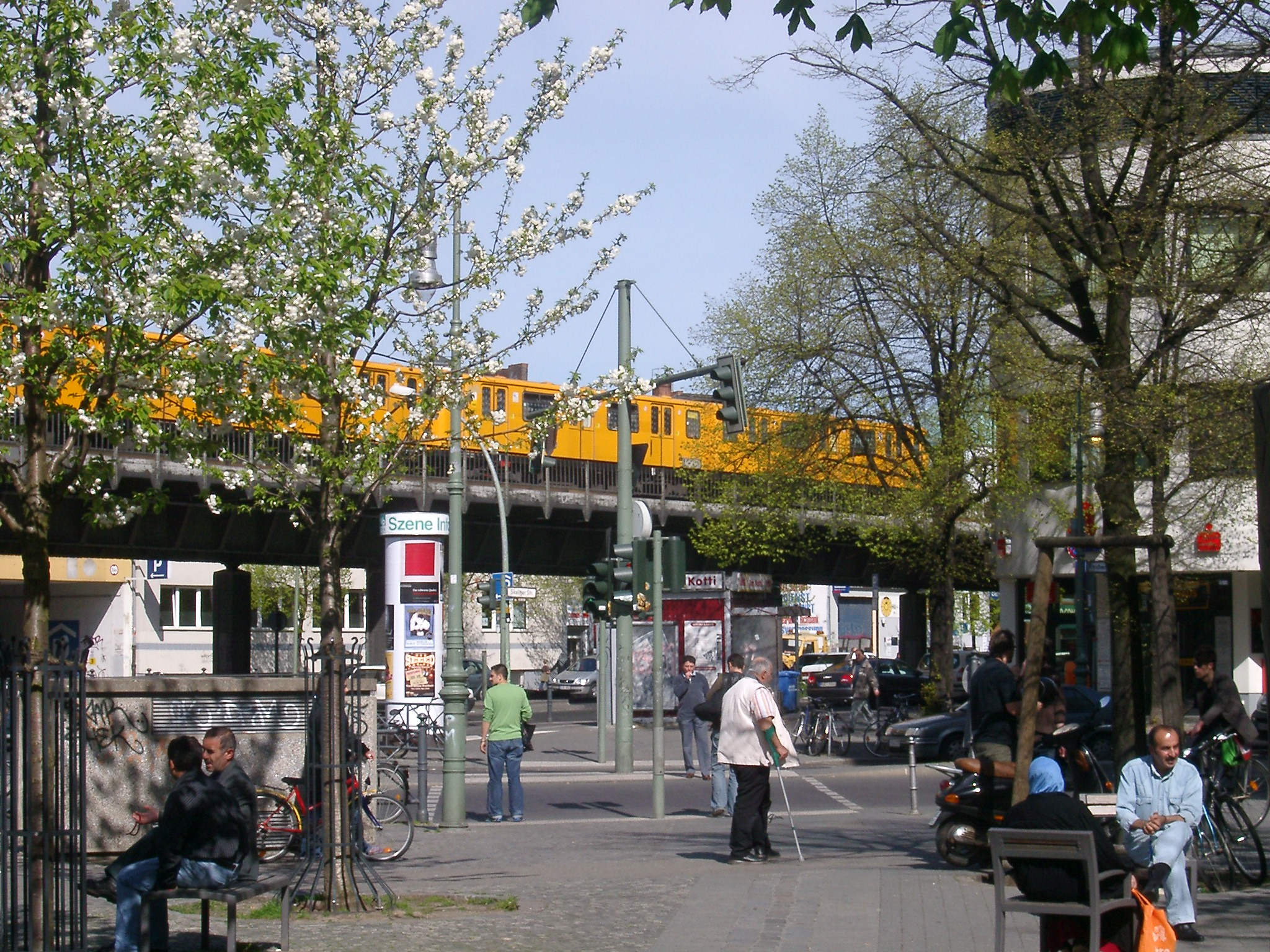
U1 åker över mark i stadsdelen Kreuzberg.
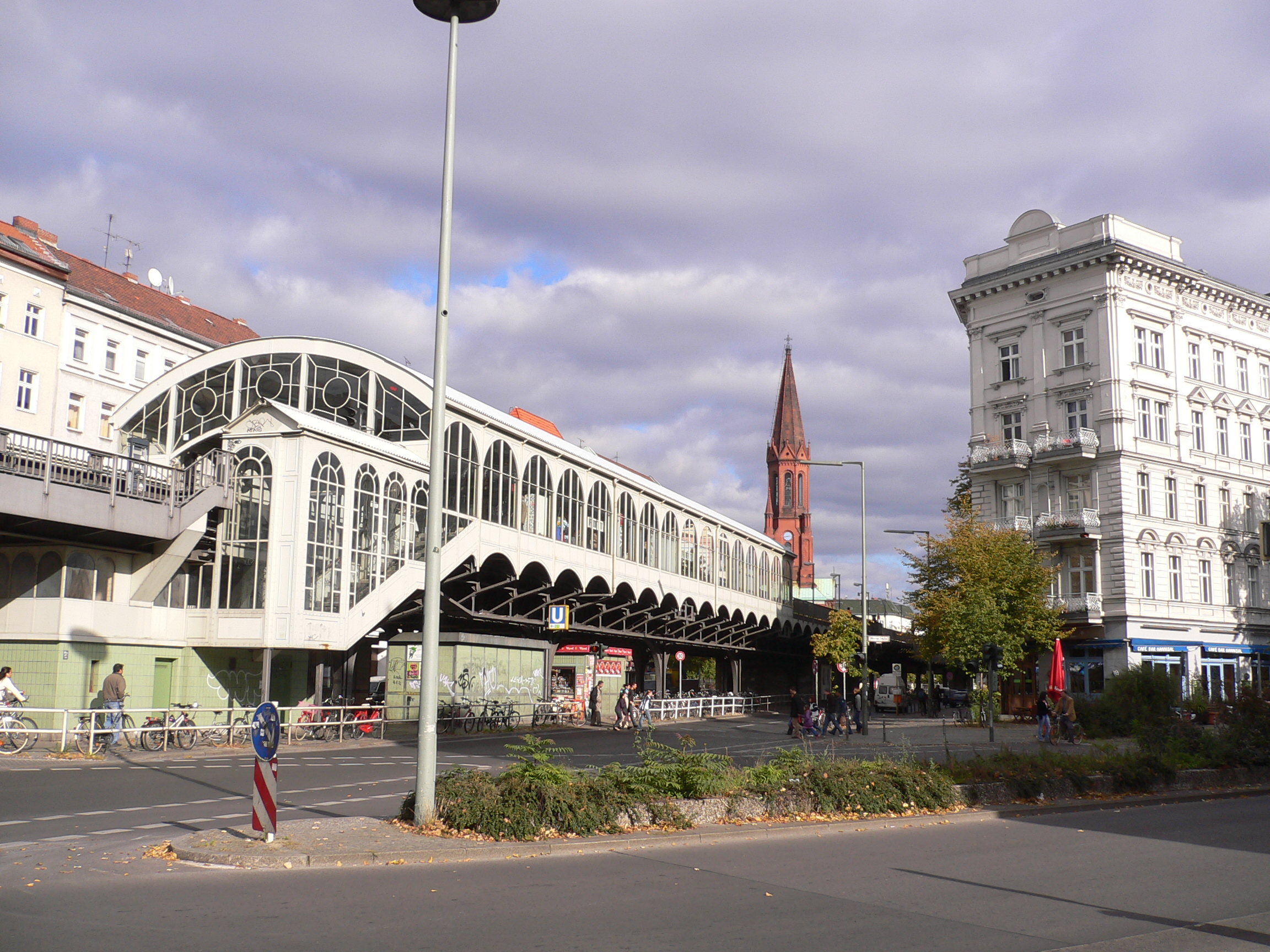
Görlitzer Bahnhof
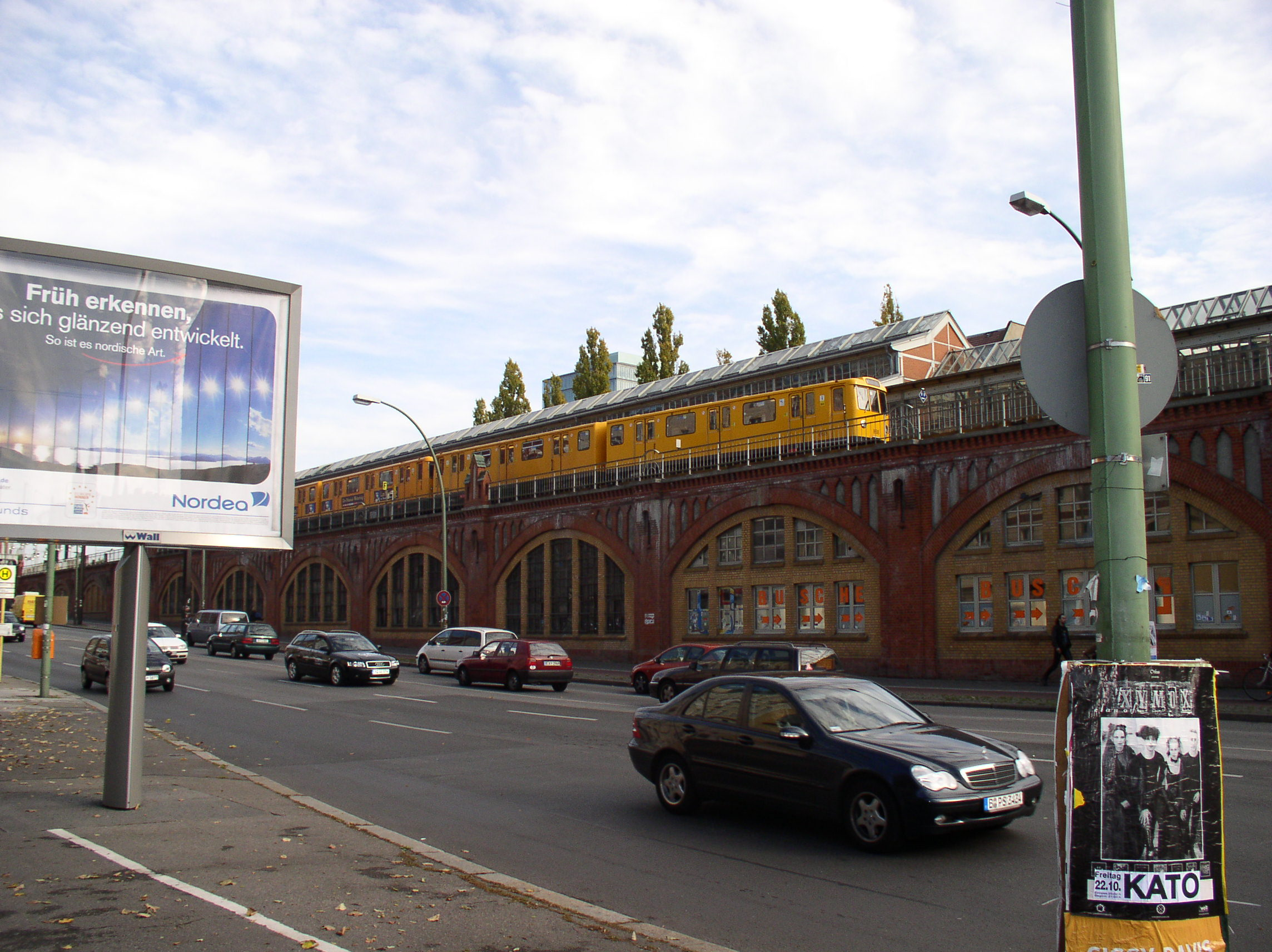
Warschauer Strasse
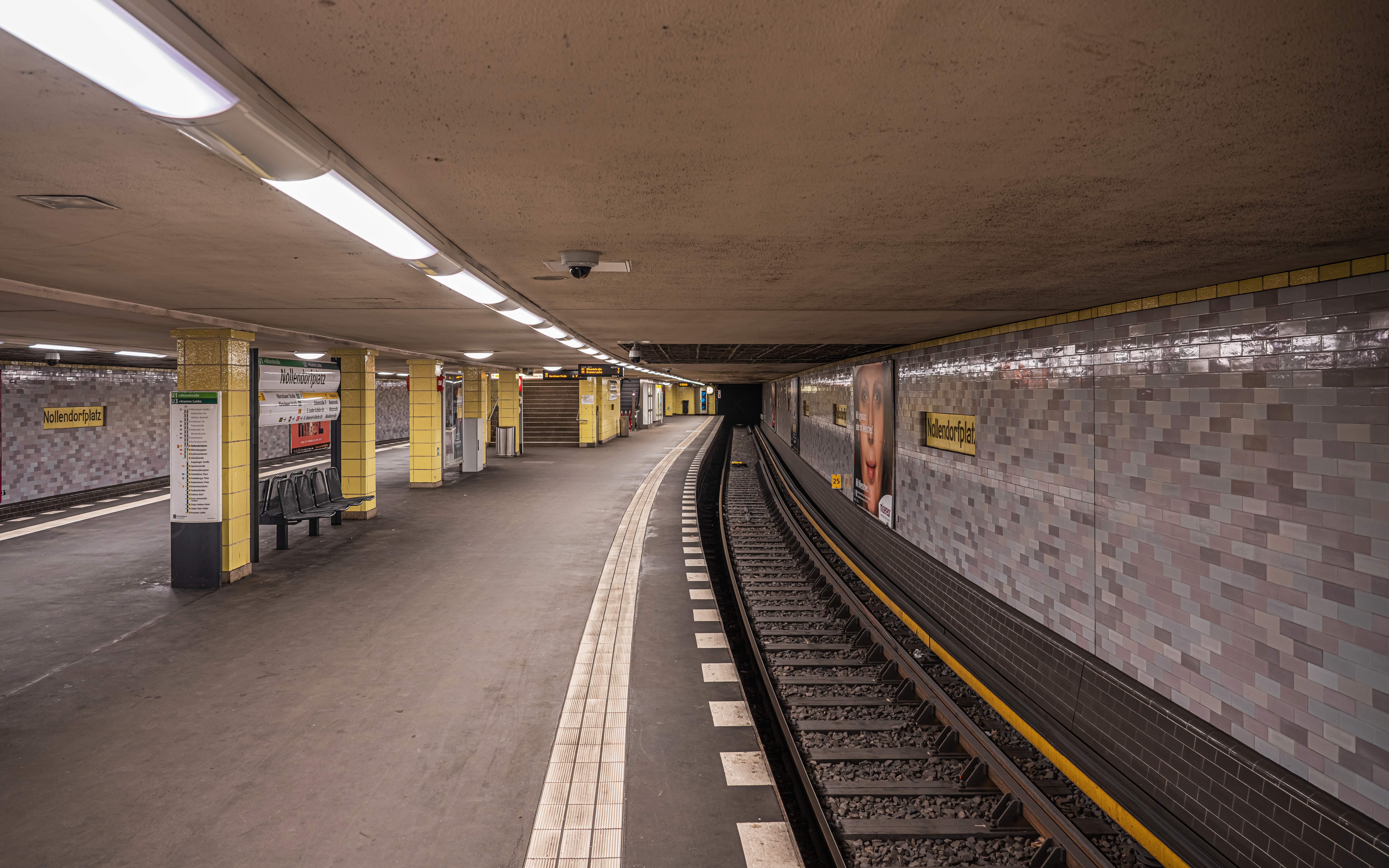
Nollendorfplatz
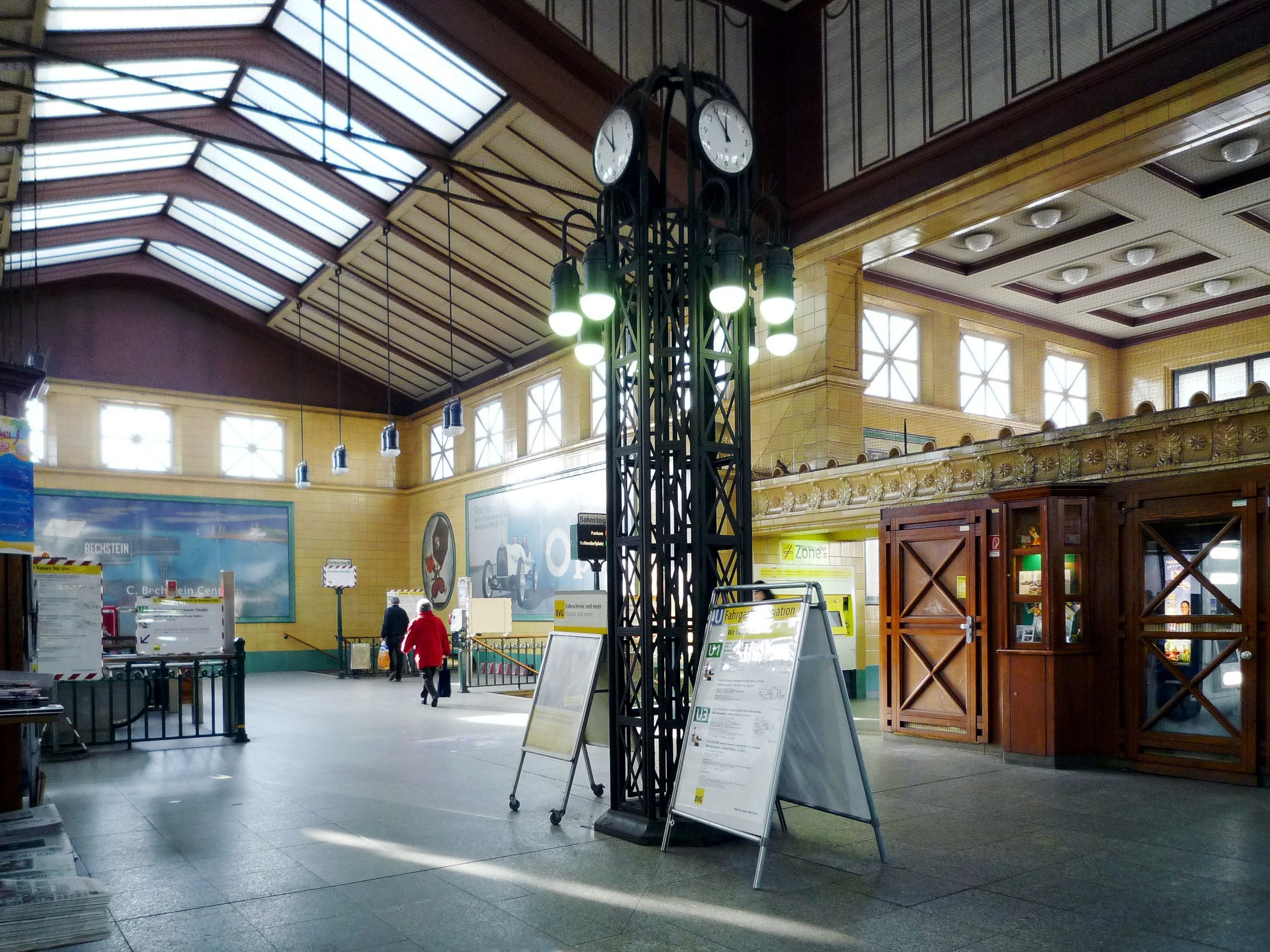
Wittenbergplatz